# Незабудка розлога
Незабудка розлога (Myosotis laxa) — вид трав'янистих рослин родини шорстколисті (Boraginaceae), поширений по всій північній частині Північної півкулі. Етимологія: лат. laevigatus — «слабкий, вільний».

## Опис
Висота 10–40(50) см. Стовбур розгалужений; волосся виростає вгору, зливаючись зі стеблом. Базальне листя короткочерешкове, ніжка крилата, стовбурові листя чергові, майже без черешків. Листові пластини з цілим краєм, низ майже гладкий, щетинистий верх. Синьо-блакитні або білі квіти діаметром від 3 до 6 мм. Віночок і чашечка 5-дольні. Тичинок 5. Плоди — 4-частинні скізокарпи, де частини яйцеподібні, коричневі, 1.5–2 мм завдовжки.

## Поширення
Трапляється по всій північній частині Північної півкулі.
Населяє береги, канави, вологі луки. Іноді занурюється в річки.
В Україні населяє береги водойм, болота, заболочені луки — долини П.Бугу та Дніпра — рідко.

## Галерея

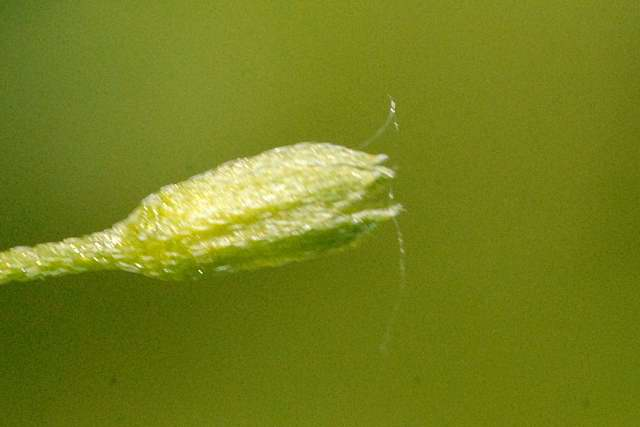
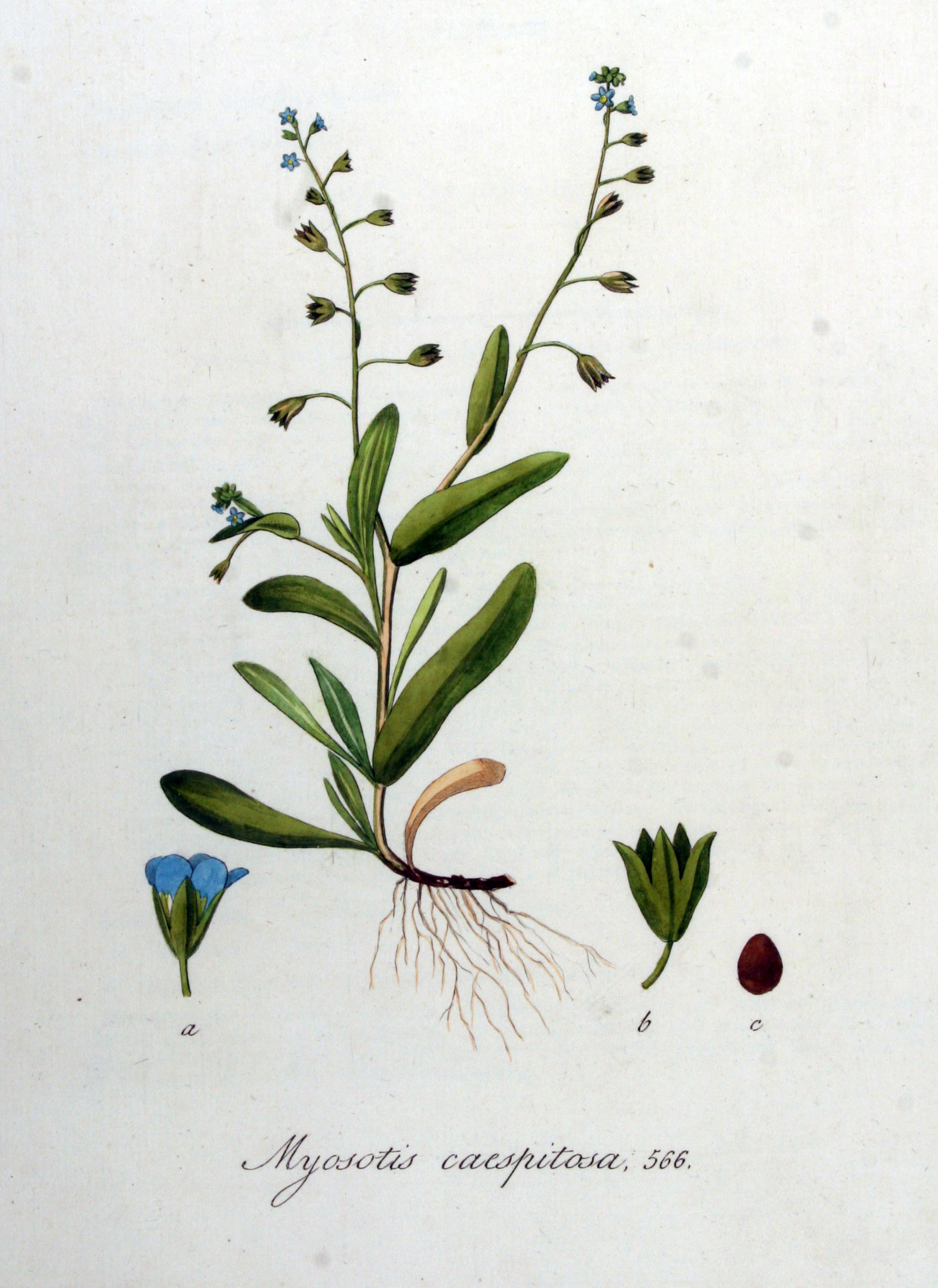